# 伊藤亜人
伊藤 亜人（いとう あびと、1943年10月14日 - ）は、日本の文化人類学者。専門は韓国研究、農村研究、開発人類学。東京大学名誉教授。学位は修士（東京大学）。伊藤亞人とも表記。

## 略歴
東京都生まれ。東京都立明正高等学校、東京大学教養学部を卒業後、1970年東京大学大学院社会学研究科修士課程修了。同年7月、同大学院博士課程を中退し教養学部助手。その後東京大学東洋文化研究所助手、教養学部教授、大学院総合文化研究科教授。その後、琉球大学大学院教授、早稲田大学アジア研究機構教授。この間、ハーバード大学客員研究員、ロンドン大学SOAS上級研究員、ソウル大学校招聘教授などを歴任。

## 研究
漂泊漁民への民俗学的な関心から、東京大学では文化人類学を専攻。泉靖一や李杜鉉（ソウル大学校教授・東京大学客員教授＝当時）らから教えを受け、韓国研究を開始する。1972年以来30年以上に亘って、全羅南道珍島を中心に安東や済州島などで人類学的なフィールドワークを行い、農村の相互扶助組織、親族、宗教儀礼、セマウル運動などに関する論文を多数発表。
戦前の日本の文化人類学では、植民地政策に伴って韓国社会の研究が盛んであったが、その後は政治状況から停止状態にあった。伊藤は戦後の日本人として初めて韓国で本格的なフィールドワークを行い、日本の韓国研究をリードするとともに、韓国文化が現在ほど日本で知られていない時代から、平易な言葉で日本へ紹介し続けてきた。2002年には大韓民国政府から長年の功績をみとめられ、玉冠文化勲章を受章。
一方では1990年代以降、よさこい祭り（高知市）やYOSAKOIソーラン祭り（札幌市）を事例に、市民参加型の地域開発を研究。YOSAKOIソーラン祭りの立ち上げや運営には自ら関わりながら、実践志向型の開発人類学を切り開いてきた。

## 栄典
- 韓国玉冠文化勲章 (2002)
- 第9回樫山純三賞（2014年度）：『珍島：韓国農村社会の民族誌』にて。

## おもな著作
伊藤の著作の一部はデジタル化され、国立国会図書館デジタルコレクションで公開されている。

### 単著
- 『韓国』（河出書房新社〈暮らしがわかるアジア読本〉、1996年）ISBN 978-4-309-72448-5 国立国会図書館書誌ID:000002527532 doi:10.11501/14025888
- 『韓国珍島の民俗紀行』（青丘文化社、1999年）ISBN　978-4-87924-081-1
- 『韓国夢幻―文化人類学者が見た七〇年代の情景』（新宿書房、2006年）ISBN　978-4-88008-350-6
- 『文化人類学で読む日本の民俗社会』（有斐閣、2007年）ISBN　978-4-641-28110-3
- 『珍島―韓国農村社会の民族誌』（弘文堂、2013年）ISBN　978-4-335-56119-1
- 『北朝鮮人民の生活―脱北者の手記から読み解く実相』（弘文堂、2017年）ISBN　978-4-335-56136-8
- 『日本社会の周縁性』（青灯社、2019年）ISBN　978-4-86228-108-1

### 監修
- 『朝鮮を知る事典』（平凡社、1986年）
  - 『朝鮮を知る事典（新訂増補版）』（大村益夫・梶村秀樹・武田幸男・高崎宗司と監修）平凡社、2000年。ISBN　978-4-582-12629-7
  - 『韓国朝鮮を知る事典』（大村益夫・梶村秀樹・武田幸男・高崎宗司と監修）平凡社、2014年。ISBN　978-4-582-12647-1

### 編著
- 『もっと知りたい韓国』（弘文堂、1985年）ISBN　978-4-335-51018-2
- 『もっと知りたい韓国』第2版、全2巻（弘文堂、1997年）ISBN　978-4-335-51086-1（1巻）　ISBN　978-4-335-51087-8（2巻）

### 共編著
- （江淵一公）『儀礼と象徴―文化人類学的考察』（九州大学出版会、1983年）ISBN　978-4-87378-064-1
- （関本照夫・船曳建夫）『現代の社会人類学』全3巻（東京大学出版会、1987年）, 第1巻 ISBN 4-13-050101-1 doi:10.11501/12144990, 第2巻 ISBN 4-13-050102-X doi:10.11501/12147846, 第3巻 ISBN 4-13-050103-8 doi:10.11501/12141173
- （阿部年晴・荻原眞子）『民族文化の世界』上・下（小学館、1990年）. 上巻 ISBN 4-09-626161-0 doi:10.11501/13134469, 下巻 ISBN 4-09-626162-9 doi:10.11501/13330276
- （韓敬九）『韓日社会組織の比較』（慶應義塾大学出版会、2002年）ISBN　978-4-7664-0802-7
- （韓敬九）『中心と周縁からみた日韓社会の諸相』慶應義塾大学出版会、2007年。ISBN　978-4-7664-1342-7

### 共訳
- （嶋陸奥彦）崔在錫『韓国農村社会研究』（学生社、1979年） 国立国会図書館書誌ID:000001419442 doi:10.11501/12128048
- （嶋陸奥彦）金宅圭『韓国同族村落の研究―両班の文化と生活』（学生社、1981年）国立国会図書館書誌ID:000001500966 doi:10.11501/12126250